# Oleg Konstantinowitsch Ejges
Oleg Konstantinowitsch Ejges (russisch Олег Константинович Эйгес, wiss. Transliteration Oleg Konstantinovič Ėjges, Schreibweise des Nachnamens auch Eiges oder Eyges; * 30. Apriljul. / 13. Mai 1905greg. in Moskau; † 6. Januar 1992 ebenda) war ein russischer Komponist und Pianist.

## Leben
Ejges entstammte einer Musikerfamilie, sein Vater, Konstantin Romanowitsch Ejges (1875–1950), war Komponist, Pianist und Pädagoge. Oleg Ejges trat nach einem Klavierstudium seit 1927 als Pianist auf und ließ sich bei Egon Petri an der Hochschule für Musik Berlin weiterbilden. Er war am Bolschoi-Theater tätig und studierte am Moskauer Konservatorium Komposition bei Genrich Litinski, Wissarion Schebalin, Anatoli Alexandrow und Nikolai Schiljajew.
Nach dem Wehrdienst in der Roten Armee (1933–1935) und einer Aspirantur am Moskauer Konservatorium wurde er selbst Universitätslehrer und unterrichtete an den Konservatorien im damaligen Swerdlowsk (1939–1948) und Gorki (1949–1958) sowie am Gnessin-Institut Moskau (1959–1974).
1948 geriet er ins Visier der Staatskampagne gegen den Formalismus, im Zuge derer die Komponisten Schostakowitsch, Prokofjew, Chatschaturjan, Schebalin und Gawriil Popow wegen formalistischer und fortschrittsfeindlicher Tendenzen angeprangert wurden. Auch abseits der Metropolen forderte die Kampagne Opfer. Ejges wurde wegen seiner 10. Sinfonie als Formalist gebrandmarkt und durfte zeitweise nicht mehr unterrichten. In der Zeitung Uralskij Rabotschij hieß es: Die Versammlung des Komponistenverbands Swerdlowsk habe Ejges für „schuldig befunden“, dass er auf einer „der sowjetischen Kunst fremden formalistischen Position stehengeblieben“ sei. Spätere Sinfonien fanden dann wieder den Weg zu einem größeren Publikum und wurden beim Moskauer Herbst aufgeführt. Dennoch gibt es von Ejges nur sehr wenige erhaltene Aufnahmen, Boris Yoffe zählt ihn in der Sowjetära des Sozialistischen Realismus zu den stumm Gemachten.
Ejges komponierte eine Oper, 15 Sinfonien (1930–1980), 5 sinfonische Dichtungen, Konzerte, Kammermusik und zahlreiche Werke für Klavier. Seine Musik knüpft an die Tradition der späten Romantik an, trägt Züge des Fantastischen und weist stilistische Einflüsse von Nikolai Medtner und Alexander Skrjabin auf.